# 郭延照
郭延照，中华人民共和国政治人物、全国脱贫攻坚先进个人。

## 生平
郭延照任兴海县曲什安镇大米滩村第一书记，兴海县新农村建设服务中心主任。因在脱贫攻坚战中作出突出贡献，2021年2月25日全国脱贫攻坚总结表彰大会上，郭延照被授予“全国脱贫攻坚先进个人”。